# Гимпецениј Ној (Олт)
Гимпецениј Ној (рум. Ghimpețenii Noi) насеље је у Румунији у округу Олт у општини Гимпецени. Oпштина се налази на надморској висини од 120 m.

## Становништво
Према подацима из 2002. године у насељу је живело 553 становника, од којих су сви румунске националности.